# Sparren

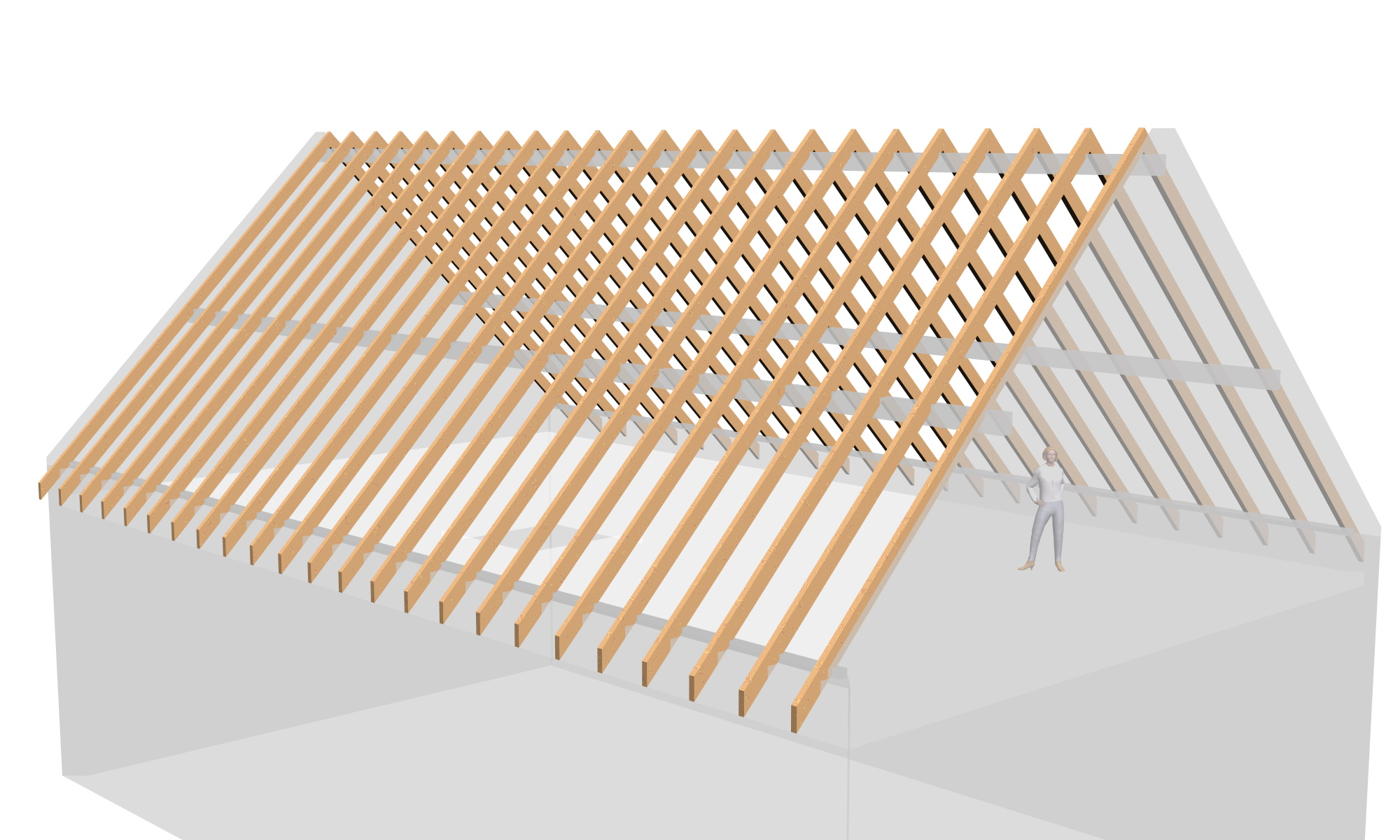
Sparren (braun) in einem Pfettendach als Zweifeldträger mit Kragarm als Dachüberstand im Traufbereich.

Als Sparren oder Dachsparren bezeichnet man in Dachkonstruktionen die Träger, die von der Traufe zum First verlaufen und die Dachhaut tragen. In der Aufsicht sind sie üblicherweise rechtwinklig zur Traufe und zum First angeordnet. Der Dachsparren kommt entweder als geneigter Einfeldträger oder geneigter Mehrfeldträger, jeweils mit oder ohne Kragarm vor, z. B. in Verbindung mit einem Sparrenhalter am Sparrenfuß. Die Sparren übertragen die Dachlasten im Sparren- und Kehlbalkendach mit einer Holzverbindung wie Loch und Zapfen mit Holznagel auch mit Versatz oder nur mit Versatz wie Stirnversatz, Fersenversatz oder Doppelversatz auf die Dach- bzw. Bundbalken oder auf ein Betonwiderlager mit Fußschwelle und angenagelter oder verbolzter Knagge. Anders im Pfettendach da wird die Dachlast mit einem v-förmigen Ausschnitt wie Kerve, Kerbe oder Sattel auf die Pfetten übertragen. Beim Abbinden werden Sparren aus Vollholz so gelegt, dass ihr Stammende an der Traufe und ihr Zopfende an der First liegt. Der Sparrenquerschnitt bei historischen Dächern ist meist quadratisch oder leicht rechteckig stehend. Seit dem 19. Jahrhundert werden Sparren wegen ihrer Biegebeanspruchung überwiegend mit stehendem Querschnitt (hochkantig) eingebaut. Als Verbindung dient bei traditionellen Konstruktionen ein Sparrennagel, zusätzlich ist jeder dritte Sparren an seinen Auflagerpunkten durch Laschen, Zangen, Bolzen bzw. Holz-Verbinder z. B. Sparrenpfettenanker mit den Pfetten zu verbinden.
Insbesondere im süddeutschen Sprachraum werden auch Dachhauttragende Dachschräghölzer, als Rofen oder seltener als Rafen bezeichnet, die aber keine Hölzer der Dachkonstruktion sind. Im Gegensatz zu den Sparren sind Rofen nicht selbsttragend, sind im Firstbereich an zusätzlichen Hölzern meist mit Holznägeln aufgehängt, haben keine Verbindung zur Gegenseite, liegen ohne Kerven oder Sättel auf Rähm und Schwelle auf und haben keinen Horizontalschub nach außen.

## Wortherkunft
Das Wort Sparren ist im Deutschen seit dem 11. Jahrhundert belegt (mittelhochdeutsch sparre, althochdeutsch sparro), es wird eine gemeinsame Grundlage mit dem Verb sperren in der Bedeutung „Balken aufrichten, Beine spreizen (wie die Sparren auf dem Dach)“ angenommen.

## Begriffe
Die Gesamtheit der Sparren eines Daches bildet die Ebenen der Dachflächen und wird als Sparrenlage bezeichnet. Der Begriff der Sparrenlage kann auch die zeichnerische Darstellung einer Sparrenaufsicht ansprechen. Heute wird die zeichnerische Darstellung der Aufsicht auf die Gesamtheit der Sparren eines Daches, beispielsweise im Rahmen einer Ausführungsplanung, auch als Sparrenplan bezeichnet.
Das Gespärre ist ein zusammengehöriges Sparrenpaar, es können aber auch alle Sparren (oder auch alle Holzbauteile) eines Daches damit angesprochen sein. Gebinde bezeichnet das zusammengehörige Sparrenpaar samt eventuell vorhandenen verbindenden Elementen wie dem Kehlbalken, Dachbalken oder Bundbalken.

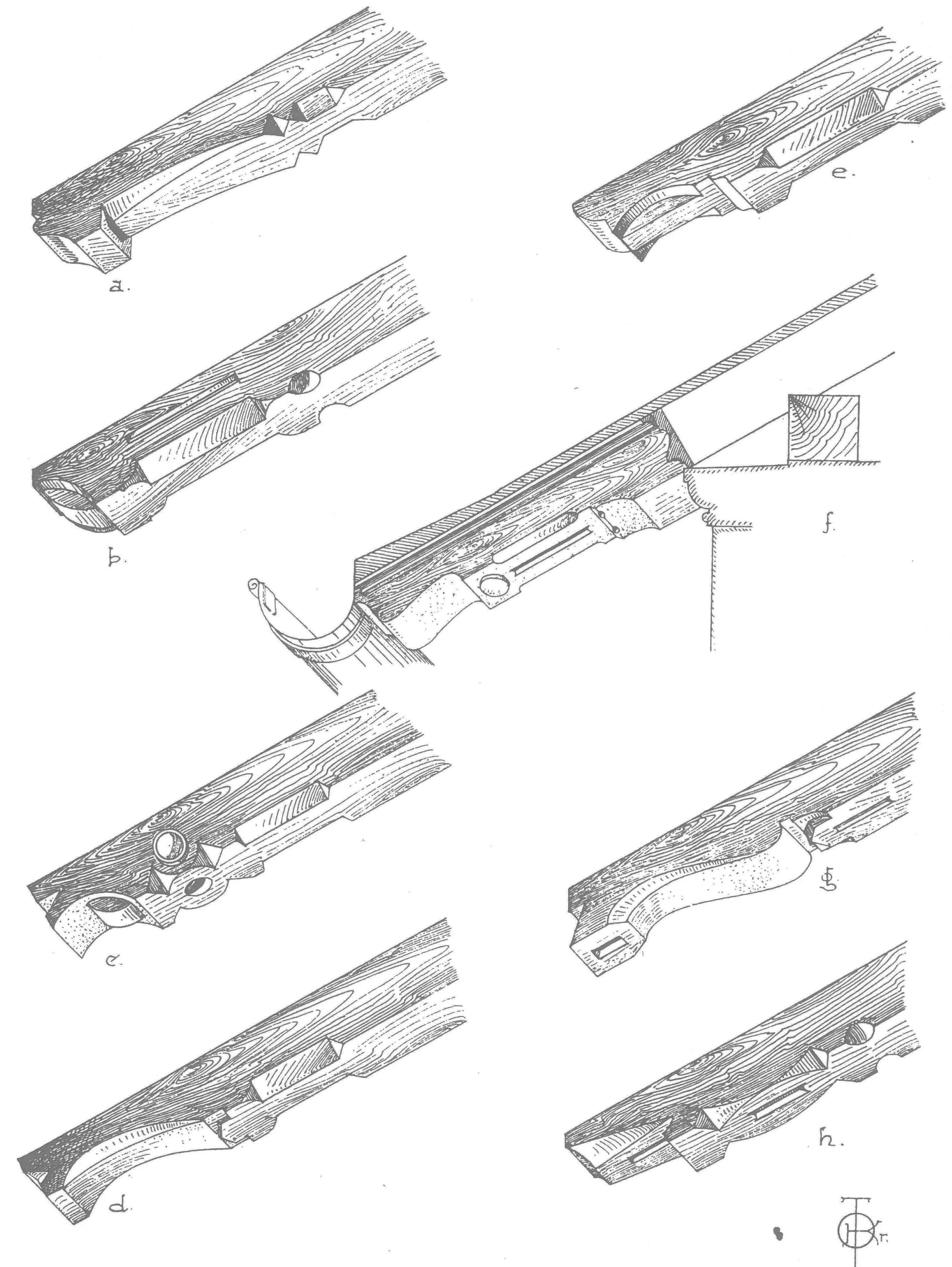
Verzierte Sparrenköpfe aus einem Zimmermanns-Lehrbuch von 1893

Das untere Ende eines Sparrens wird auch als Sparrenfuß bezeichnet; ragt es über die Kante der Außenwand hinaus und ist von außen sichtbar, wird dagegen von einem Sparrenkopf gesprochen.
Die Kerve (vgl. to carve engl. schnitzen), Kerbe oder der Sattel ist ein zweiflächiger Einschnitt (mit Dreiecksquerschnitt) an der Unterseite hölzerner Sparren, meist um eine waagerechte Fläche zum Auflagern auf eine Pfette zu schaffen. Ein ähnlicher Einschnitt am Sparrenfuß von Kehlklauenschifter und am Sparrenkopf von Gratklauenschifter wird als Klaue bezeichnet.
Sparren mit besonderer Ausformung und Bearbeitung sind:
- Gratsparren liegen an den sogenannten Dachgraten, beispielsweise den Außenkanten eines  Walm- oder Pyramidendaches.
- Kehlsparren liegen an den Innenecken eines Daches, den sogenannten Kehlen, etwa beim Vierkanthof hofseitig, beim Winkelbau oder beim Kreuzdach.
- Schifter (oder Schiftersparren, Schiftsparren) sind kürzere Sparren, die nicht bis zum First oder nicht bis zur Traufe durchlaufen, sondern sich an einer Innen- oder Außenecke des Dachs an den Grat- oder Kehlsparren anschmiegen. Bei großen Dachüberständen können sich an Außenecken (z. B. eines Walmdachs) so kurze Schifter ergeben, dass diese nicht mehr auf der Fußpfette aufliegen. In diesem Fall sollten sie nicht parallel zu den anderen Sparren verlegt, sondern im Winkel soweit dem Gratsparren angenähert werden, bis sie eine angemessene Länge erreichen und ihren Anteil der Dachlast auf die Fußpfette übertragen können.[17]
- Giebelsparren oder Ortgangsparren liegen an oder auf dem Giebel.
- Flugsparren liegen frei vor dem Giebel eines Gebäudes und werden z. B. durch vorkragende Pfetten abgestützt. Sie bilden ein Freigespärre (auch Schweb(e)giebel oder Freigebinde genannt).
- Streichsparren liegen unmittelbar an einer (Giebel-)Wand an. Hohe Giebelwände, die nicht durch Innenwände abgestützt werden, können durch die Verbindung mit Streichsparren vom Dachstuhl ausgesteift werden.
- Der Anfallsparren liegt am sogenannten Anfallspunkt eines Walmdaches, wo er sich mit einem gegenüberliegenden Anfallsparren, zwei Gratsparren und einer Firstpfette verbindet.
- Kragsparren laufen ein- oder beidseitig über den Punkt ihrer Abstützung hinaus.
  - Entweder laufen sie über die oberste Pfette hinaus und enden beim Satteldach kurz vor dem Dachfirst oder
  - sie laufen über den Fußpunkt bis zur Traufe durch und bildet so den Dachüberstand. Beim traditionellen Pfettendach ist das der Standard. Beim traditionellen Sparrendach gibt es keine Kragsparren (Dachüberstände werden hier mit Hilfe von Aufschieblingen erzeugt, wobei der für Sparrendächer charakteristischen Knick im Dach entsteht.[18] Mit modernen Sparrenfüßen aus Metall oder Knaggen, die den Sparren an Deckenbalken, Fußschwelle oder der Betondecke verankern[19][20] kann ein Teil des Sparrenquerschnittes über die Außenwand hinausragen und so wie beim Pfettendach einen Dachüberstand bilden.)

## Material und Aufgabe

Einbausituation eines 8/20 cm großen Sparrens. Detailschnitt am Ortgang (links). Von außen (oben) nach innen (unten): Dachdeckung, Lattung, Konterlattung, Unterspannbahn, Dachsparren mit dazwischen Wärmedämmung, Dampfsperre, Lattung, Gipskartonplatte

In historischen Gebäuden kamen früher ausschließlich Sparren aus Vollholz zur Anwendung. Noch Anfang des 20. Jahrhunderts wird für derartige hölzerne Sparren empfohlen, dass deren freie Länge ohne Unterstützung höchstens 4 Meter betragen solle. Heute lassen sich mit Sparren aus Brettschichtholz auch wesentlich größere Weiten überspannen. Auch Konstruktionen aus anderen Materialien existieren, und insofern auch Sparren aus Stahlprofilen, Aluminium oder Stahlbeton.
Der Sparren hat die Aufgabe, Lasten in ein darunter befindliches Tragwerk einzuleiten. Dies kann beispielsweise über Pfetten in die tragenden Wände geschehen, oder mittels eines hölzernen Dachstuhls. Die DIN 1055 (Lastannahmen am Bau) unterscheidet zwischen ständigen Lasten (dem Bauwerk selbst), Verkehrslasten, Schneelasten und Windlasten. Der Abstand der Sparren untereinander wird als Achsabstand (e) angegeben und liegt im Holzbau in der Regel zwischen 50 und 100 cm, heute häufig zwischen 65 und 80 cm. Bei diesen Sparrenabständen ergeben sich bei Vollholz statisch notwendige Sparrenquerschnitte zwischen 6/12 und 10/20 cm. Bei Dächern über beheizten Räumen wird heute die Wärmedämmung normalerweise zwischen den Sparren angeordnet. Steigende Ansprüche  an die Wärmedämmung in den letzten Jahren führten in Deutschland zu größeren Dämmstoffdicken. Das wiederum führt dazu, dass bei der Dimensionierung der Sparren nicht nur statische Anforderungen eine Rolle spielen, sondern auch die Notwendigkeit, sie entsprechend der erforderlichen Dämmstoffdicke zu dimensionieren. Insofern liegen die Sparrenhöhen bei Neubauten heute selten unter 20 cm.
Sparren sind in der historischen Architektur hin und wieder besonders verziert und profiliert worden, vor allem Ende des 19. und Anfang des 20. Jahrhunderts die Sparrenköpfe.

## Dimensionierung
In traditionellen Konstruktionen werden Sparren gewöhnlich bis 4,5 oder 5 Metern Länge freitragend ausgeführt. Längere Sparren werden vorzugsweise paarweise gegeneinander durch Kehlbalken abgestützt. Die Gespärre stehen oft im Abstand von 70 bis 80 cm.
Anstelle von Balken werden heute auch in Deutschland vermehrt Bohlen als Sparren eingesetzt, wie es bei der nordamerikanischen Holzrahmenbauweise schon seit langem praktiziert wird. Neben der Einsparung an Holz haben breite, aufrecht stehende Bohlen den Vorteil, dass sich eine stärkere Lage Dämmstoff zwischen den Sparren einbringen lässt und die dünnen Bohlen weniger als Wärmebrücke wirken.

## Wechsel

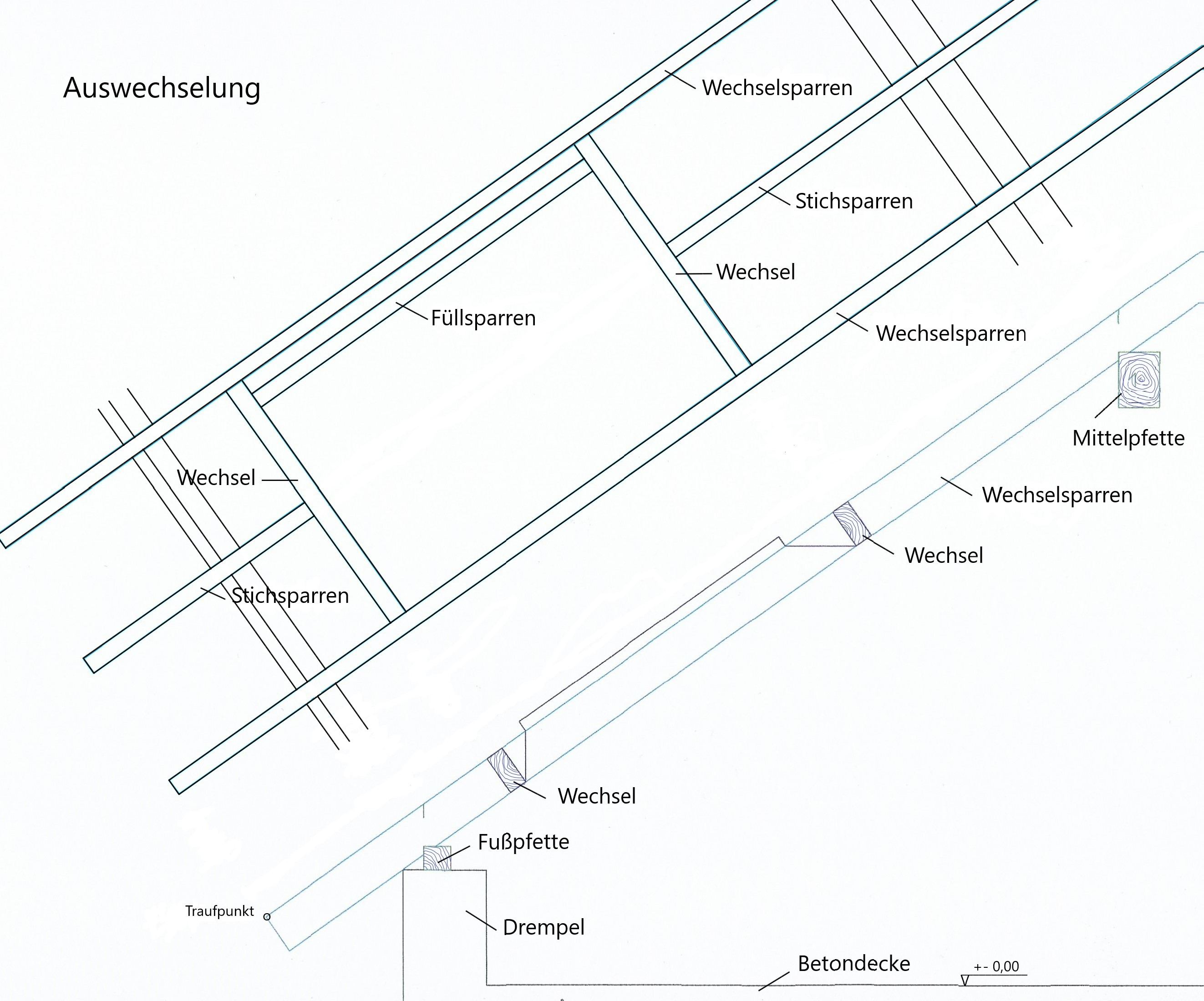
Auswechselung einer Sparrenlage für ein Dachflächenfenster

Fensteröffnungen in der Dachfläche oder Bauteile, die das Dach durchdringen, wie beispielsweise ein Schornstein, machen sogenannte Auswechselungen einzelner Sparren nötig. Ein horizontaler oberer Wechsel und unterer Wechsel verteilen die Last in die angrenzenden Wechselsparren. Aufgrund des statischen Systems gelten größere Auswechselungen im Sparrendach und beim verwandten Kehlbalkendach als problematisch. So sollten dort Dachgauben, die über mehr als zwei Sparrenfelder reichen, vermieden werden. Beim Pfettendach gelten größere Auswechselungen als vergleichsweise unproblematisch, und insofern auch die Errichtung größerer Dachgauben.

## Befestigung und Verankerung
Sämtliche Bauteile einer Dachkonstruktion wie Schwellen, Pfosten, Streben, Pfetten, Deckenbalken, Sparren sind gegen Abheben, besonders im Trauf- und Ortgangbereich untereinander zugfest zu verbinden. Verankerungen mit der Unterkonstruktion sind im Eckbereich, in Abständen ≤ 1 m und im Randbereich ≤ 2 m vorzunehmen. Das Gegengewicht von jedem Ankerpunkt muss mindestens 450 kg betragen.